# Tallaght
Tallaght (irski: Tamhlacht) je naselje u Irskoj. Naselje je u sastavu županije Južni Dublin, koju većinom čine zapadna i jugozapadna predgrađa Dublina, i predstavlja značajno naselje u županiji i veliko predgrađe glavnog irskog grada od kojeg je udaljeno 10 kilometara.

## Povijest
Područje na kojem se danas nalazi naselje bilo je naseljeno već u vrijeme prapovijesti. Područje je osvojeno od strane engleskih Normana krajem 12. stoljeća.
Tallaght je od 1921. godine u sastavu Republike Irske. Značajan rast naselja započeo je tek posljednjih desetljeća, kada je naselje postao predgrađe Dublina. Porast stanovništva započeo je u drugoj polovini 20. stoljaća kada je započeta gradnja stambenih zgrada. Postoje inicijative da Tallaght dobije status grada.

## Stanovništvo
Prema popisu stanovništva iz 2011. godine u gradu živi 71.467 stanovnika što je za oko 11.000 više nego prema popisu iz 2002. godine. Prema popisu stanovništva iz 1911. naselje je tada imalo samo 232 stanovnika, 1971. godine 6.174 stanovnika, dok deset godina kasnije 1981. godine naselje ima 55.104 stanovnika što je porast od +792,5%.	

## Vanjske poveznice
- Službene stranice  Arhivirana inačica izvorne stranice od 28. ožujka 2013. (Wayback Machine)

### Ostali projekti
|  | Zajednički poslužitelj ima još gradiva o temi Tallaght |